# Natalija Jakušenko
Natalija Vasylivna Jakušenko (in ucraino Наталія Василівна Якушенко?; traslitterazione anglosassone Nataliya Vasylivna Yakushenko; Kiev, 2 marzo 1972) è un'ex slittinista ucraina.
Prima della dissoluzione dell'Unione Sovietica (1991) gareggiò per la nazionale sovietica; ai XVI Giochi olimpici invernali di Albertville 1992 fece parte della squadra unificata.

## Biografia
Iniziò a gareggiare per la nazionale sovietica nelle varie categorie giovanili nella specialità del singolo, senza però ottenere risultati di particolare rilievo.
A livello assoluto esordì in Coppa del Mondo nella stagione 1989/90 e, dopo la dissoluzione dell'Unione Sovietica, fece parte della squadra ucraina. Conquistò il primo podio il 26 novembre 1994 nel singolo ad Igls (3ª); in classifica generale, come migliore risultato, ottenne per due volte il quinto posto nel singolo: nel 2006/07 e nel 2008/09.
Partecipò a cinque edizioni dei Giochi olimpici invernali, esclusivamente nella specialità individuale: l'esordio avvenne a Albertville 1992 dove si classificò all'ottavo posto, a Lillehammer 1994 bissò il risultato precedente giungendo nuovamente in ottava piazza, quattro anni più tardi ad Nagano 1998 giunse undicesima, saltò l'edizione di Salt Lake City 2002 e si ripresentò al via a Torino 2006, occasione in cui ebbe l'onore di sfilare quale portabandiera della delegazione ucraina durante la cerimonia inaugurale, ma non riuscì a portare a termine la gara ed a Vancouver 2010, in quella che fu la sua ultima manifestazione a livello internazionale, giunse di nuovo undicesima.
Prese parte altresì a dieci edizioni dei campionati mondiali, aggiudicandosi due medaglie di bronzo: la prima nella gara a squadre a Calgary 1990 quando ancora difendeva i colori dell'Unione Sovietica e la seconda diciannove anni più tardi nel singolo a Lake Placid 2009. Nelle rassegne continentali colse, quale migliore risultato, la quarta posizione nella prova a squadre ad Igls 1990 e nell'individuale a Winterberg 2006.

## Palmarès

### Mondiali
- 2 medaglie:
  - 2 bronzi (gara a squadre a Calgary 1990; singolo a Lake Placid 2009).

### Coppa del Mondo
- Miglior piazzamento in classifica generale nel singolo: 5ª nel 2006/07 e nel 2008/09.
- 8 podi (tutti nel singolo):
  - 3 secondi posti;
  - 5 terzi posti.